# № 6 (галиот, 1797)
№ 6 — галиот Каспийской флотилии Российской империи, находившийся в составе флота с 1797 года, участник русско-персидской войны 1804—1813 годов.

## Описание галиота
Парусный галиот с деревянным корпусом, один из 12 галиотов типа «Номерной», строившихся на Казанской верфи в 1796—1797 годах.

## История службы
Галиот № 6 был заложен на стапеле Казанского адмиралтейства в 1796 году и после спуска на воду в 1797 году вошёл в состав Каспийской флотилии России.
С 1797 по 1802 год использовался для грузовых перевозок между портами Каспийского моря. Принимал участие в русско-персидской войне 1804—1813 годов.

### Комментарии
1. ↑  Всего в рамках серии было построено 12 галиотов с номерами от 1 до 12[1].